# Bairo Riveros
Bairo Javier Riveros Carvajal (Los Andes, 24 de febrero de 1999) es un futbolista chileno que se desempeña como delantero. Actualmente juega en Unión San Felipe de la Primera B de Chile.

## Trayectoria
Nacido en Los Andes, comenzó a jugar fútbol a los 6 años en el club del Barrio La Capilla de su ciudad natal. Luego, tras una prueba exitosa, comenzó a formar parte de las divisiones inferiores de Trasandino de Los Andes, donde llegó a formar parte del plantel profesional durante el segundo semestre de 2016, debutando profesionalmente al año siguiente.
En 2018, fue transferido a Unión San Felipe de la Primera B chilena. En enero de 2023, se anuncia su cesión a Unión La Calera de la Primera División chilena por toda la temporada 2023.

## Estadísticas
| Club                     | Div.       | Temporada  | Liga  | Liga  | Copas nacionales | Copas nacionales | Torneos internacionales | Torneos internacionales | Total | Total |
| Club                     | Div.       | Temporada  | Part. | Goles | Part.            | Goles            | Part.                   | Goles                   | Part. | Goles |
| ------------------------ | ---------- | ---------- | ----- | ----- | ---------------- | ---------------- | ----------------------- | ----------------------- | ----- | ----- |
| Trasandino · Chile       | 3.ª        | 2016-17    | 4     | 1     | —                | —                | —                       | —                       | 4     | 1     |
| Trasandino · Chile       | Total club | Total club | 4     | 1     | 0                | 0                | 0                       | 0                       | 4     | 1     |
| Unión San Felipe · Chile | 2.ª        | 2018       | 1     | 0     | —                | —                | —                       | —                       | 1     | 0     |
| Unión San Felipe · Chile | 2.ª        | 2019       | 11    | 0     | 3                | 0                | —                       | —                       | 14    | 0     |
| Unión San Felipe · Chile | 2.ª        | 2020       | 14    | 5     | —                | —                | —                       | —                       | 14    | 5     |
| Unión San Felipe · Chile | 2.ª        | 2021       | 17    | 3     | 1                | 0                | —                       | —                       | 18    | 3     |
| Unión San Felipe · Chile | 2.ª        | 2022       | 23    | 4     | 1                | 0                | —                       | —                       | 24    | 4     |
| Unión San Felipe · Chile | Total club | Total club | 66    | 12    | 5                | 0                | 0                       | 0                       | 71    | 12    |
| Unión La Calera · Chile  | 1.ª        | 2023       | 8     | 1     | 0                | 0                | —                       | —                       | 2     | 0     |
| Unión La Calera · Chile  | Total club | Total club | 8     | 1     | 0                | 0                | 0                       | 0                       | 8     | 1     |
| Total club               | Total club | Total club | 78    | 14    | 5                | 0                | 0                       | 0                       | 83    | 14    |
| 1. 2.                    |            |            |       |       |                  |                  |                         |                         |       |       |